# Aldridge Peak
Aldridge Peak är en bergstopp i Antarktis. Den ligger i Östantarktis. Nya Zeeland gör anspråk på området. Toppen på Aldridge Peak är 2 290 meter över havet, eller 303 meter över den omgivande terrängen. Bredden vid basen är 4,8 km.
Terrängen runt Aldridge Peak är varierad. Trakten är obefolkad. Det finns inga samhällen i närheten. 